# Jeux bolivariens

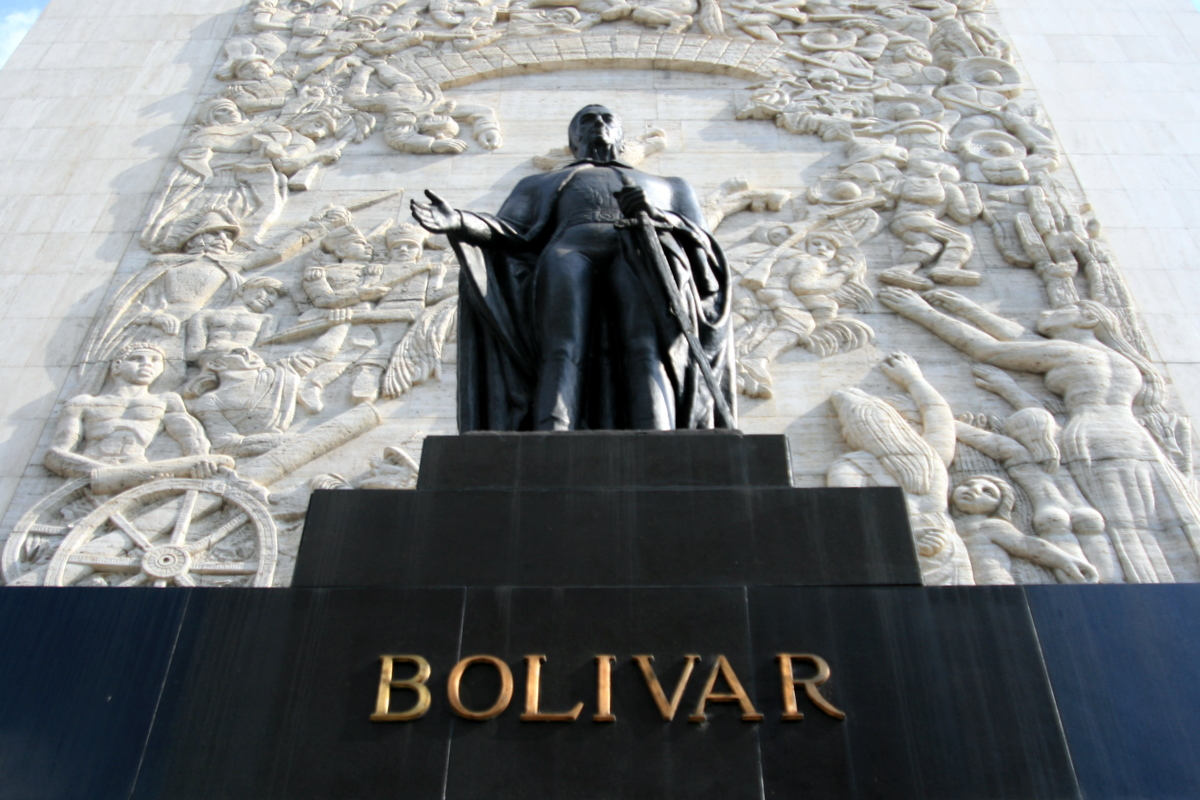
Monument aux héros de l'indépendance, Simon Bolivar, Caracas, Venezuela.

Les Jeux bolivariens (ou JB) sont une compétition multi-sports semblable aux Jeux olympiques mais à l'échelle sud-américaine organisé depuis 1938, à laquelle participent six pays d'Amérique du Sud : la Bolivie, le Pérou, l'Équateur, la Colombie, le Venezuela et Panama. Le Chili, le Guatemala, la République dominicaine, le Paraguay et le Salvador sont invités pour l'édition 2013. Cette compétition a lieu tous les quatre ans et la dernière édition s'est déroulée en 2017 à Santa Marta, en Colombie.

## Éditions
| Années  | Éditions              | Villes                       | Pays      | Dates                      | Nations | Top médailles |
| ------- | --------------------- | ---------------------------- | --------- | -------------------------- | ------- | ------------- |
| 1938    | I                     | Bogota                       | Colombie  | 6 août - 22 août           | 6       | Pérou         |
| 1947-48 | II (es)               | Lima                         | Pérou     | 26 décembre - 8 janvier    | 6       | Pérou         |
| 1951    | III (es)              | Caracas                      | Venezuela | 5 décembre - 21 décembre   | 6       | Pérou         |
| 1961    | IV                    | Barranquilla                 | Colombie  | 3 décembre - 16 décembre   | 5       | Venezuela     |
| 1965    | V (es)                | Quito/Guayaquil              | Équateur  | Décembre 1965              | 6       | Venezuela     |
| 1970    | VI (es)               | Maracaibo                    | Venezuela | Décembre 1970              | 6       | Venezuela     |
| 1973    | VII (es)              | Panama                       | Panama    | Décembre 1973              | 5       | Venezuela     |
| 1977    | VIII (es)             | La Paz                       | Bolivie   | 15 octobre - 29 octobre    | 6       | Venezuela     |
| 1981    | IX (es)               | Barquisimeto                 | Venezuela | 4 décembre - 14 décembre   | 6       | Venezuela     |
| 1985    | X (es)                | Ambato, Cuenca et Portoviejo | Équateur  | 9 novembre - 18 novembre   | 6       | Venezuela     |
| 1989    | XI (es)               | Maracaibo                    | Venezuela | 14 janvier - 25 janvier    | 6       | Venezuela     |
| 1993    | XII (es)              | Santa Cruz et Cochabamba     | Bolivie   | 24 avril - 2 mai           | 6       | Venezuela     |
| 1997    | XIII (es)             | Arequipa                     | Pérou     | 17 octobre - 26 octobre    | 6       | Venezuela     |
| 2001    | XIV (es)              | Ambato                       | Équateur  | 7 septembre - 16 septembre | 6       | Venezuela     |
| 2005    | XV                    | Armenia et Pereira           | Colombie  | 12 août - 21 août          | 6       | Venezuela     |
| 2009    | XVI (es)              | Sucre                        | Bolivie   | 15 novembre - 26 novembre  | 6       | Venezuela     |
| 2013    | XVII                  | Trujillo                     | Pérou     | 16 novembre - 30 novembre  | 11      | Colombie      |
| 2017    | XVIII (es)            | Santa Marta                  | Colombie  | 11 novembre - 25 novembre  | 11      | Colombie      |
| 2022    | XIX (es)              | Valledupar                   | Colombie  | 24 juin - 5 juillet        | 11      | Colombie      |
| 2024    | Edición Especial (es) | Ayacucho                     | Pérou     | 6 décembre - 15 décembre   |         |               |
| 2025    | XX (es)               | Guayaquil                    | Équateur  |                            |         |               |

## Tableau des médailles
- Actualisé le 2 janvier 2014.

- Pays invités à partir des Jeux bolivariens de 2013.

| Rang  | Nation                 | Or   | Argent | Bronze | Total |
| 1     | Venezuela              | 2155 | 1389   | 1024   | 4568  |
| 2     | Colombie               | 1181 | 1167   | 960    | 3308  |
| 3     | Pérou                  | 552  | 615    | 777    | 1944  |
| 4     | Équateur               | 366  | 587    | 923    | 1876  |
| 5     | Panama                 | 191  | 187    | 309    | 687   |
| 6     | Bolivie                | 103  | 166    | 395    | 664   |
| 7     | Chili                  | 44   | 57     | 79     | 178   |
| 8     | Guatemala              | 18   | 23     | 35     | 76    |
| 9     | République dominicaine | 18   | 17     | 44     | 75    |
| 10    | Paraguay               | 9    | 7      | 8      | 24    |
| 11    | Salvador               | 6    | 9      | 11     | 26    |
| Total | Total                  | 4643 | 4224   | 4565   | 13426 |